# Pisen graben, Podkoren
Pisen graben je potok, ki izvira v Karavankah ob avstrijsko-slovenski meji in se kot desni pritok izliva v potok Suhelj, ta pa se pri naselju Podkoren izliva v Savo Dolinko.